# Where's the Party?
Where's the Party? es el quinto álbum de estudio del músico estadounidense Eddie Money, publicado en octubre de 1983 por Columbia Records. Incluye los sencillos "The Big Crash" y "Club Michelle", ambos posicionándose en el Top 100 de las listas de éxitos estadounidenses. Sin embargo, el disco no fue bien recibido por la crítica especializada.

## Lista de canciones
1. "Maybe Tomorrow" (Eddie Money, Steve Farris, Alan Pasqua, Gary O'Connor) - 4:54
2. "Bad Girls" (Money, Duane Hitchings) - 3:26
3. "Club Michelle" (Money, Ralph Carter, Mitchell Froom, Raymond Charles Burton) - 4:06
4. "Back on the Road" (Money, Carter, Davitt Sigerson) - 3:05
5. "Don't Let Go" (Money, Carter, Mark Radice) - 4:05
6. "The Big Crash" (Money, Hitchings) - 3:39
7. "Where's the Party?" (Money, Carter) - 3:54
8. "Leave It to Me" (Money, Hitchings) - 4:07
9. "Backtrack" (Money) - 6:21

## Sencillos
- "The Big Crash" (1983) #54 EE. UU.
- "Club Michelle" (1984) #66 EE.UU.